# Arnoštka Libická

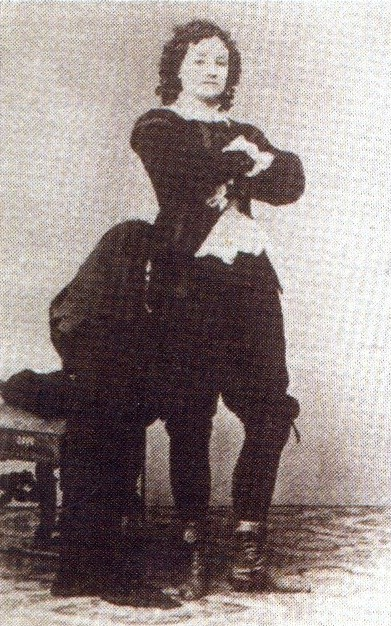
Arnoštka Libická-Nápravníková hvězda Prozatímního divadla v Praze

Arnoštka Libická, vlastním jménem Arnoštka (Ernestina) Nápravníková, provdaná Reimerová (19. února 1835 Humpolec (některé dokumenty uvádějí chybné datum narození 28. února 1837) – 1. prosince 1893, Světlá nad Sázavou), byla česká divadelní herečka.

## Životopis
Arnoštka Nápravníková se narodila 19. února 1835 v Humpolci a již od mládí přišla do osobního kontaktu s místním ochotnickým divadlem. Jako dvacetiletá odešla do Prahy. Tehdy však ještě herecké školy nebyly, a tak se začala v tomto oboru vzdělávat soukromě u herečky Wiedermanové. Talent spolu se školením způsobil, že již za rok, v roce 1859, vystoupila pod uměleckým jménem Libická třikrát na scéně Stavovského divadla, ale angažmá nepodepsala.
Samostatnou hereckou dráhu zahájila spolu s Jindřichem Mošnou v kočovné společnosti J. Kullas – J. Štandera, ale již v roce 1862 se ocitla jako hotová herecká osobnost oboru tragických hrdinek na prknech Prozatímního divadla. Vytvořila zde řadu významných rolí, z nichž jsou nejvíce ceněny ty, které vznikly v režii J.J. Kolára. Oceňován byl její půvab a příjemný, modulace schopný hlas.
Po tvrdém konkurenčním boji s Otýlií Sklenářovou – Malou, která přebírala její úlohy, odešla v roce 1895 k německému divadlu do Olomouce. Ale tam ji stihla v této profesi tragédie – onemocnění hlasivek. Stačila se ještě provdat za hereckého kolegu Reimera, ale záhy ovdověla. Divadla se však nevzdala a v roce 1871 založila vlastní divadelní společnost, se kterou hostovala i na Slovensku. V jejím souboru sloužil i Josef Faltys, jeden z výrazných objevů této doby. Ekonomika a hospodárnost provozu kočovné společnosti však byla bývalé hvězdě první scény vzdálená, a tak roku 1883 společnost rozpustila, aby se stala garderobiérkou Národního divadla. Po roce však spolek s novou odvahou obnovila a stála v jejím čele až do své smrti, která ji zastihla v rodném kraji.
Zemřela 30. listopadu 1893 ve Světlé nad Sázavou. Pohřbena byla na zdejší městský hřbitov.
Její koncesi pak převzal Arnošt Josef Frýda.